# Comitatul Kilkenny
Kilkenny (în irlandeză Contae Chill Chainnigh) este un comitat în Irlanda.